# Mark Buchanan
Mark Buchanan (* 31. října 1961, Cleveland, Ohio, USA) je americký teoretický fyzik, autor knížek a článků. Byl šéfredaktorem časopisů Nature a New Scientist. Psal občasné fejetony do novin The New York Times i pravidelné měsíční sloupky pro časopis Nature Physics.
V roce 2009 dostal cenu Lagrange Prize.

## Knihy v angličtině
- Forecast: What Physics, Meteorology, and the Natural Sciences Can Teach Us About Economics (Bloomsbury Publishing Plc, London, 2013)
- Ubiquity: The Science of History… or Why the World is Simpler Than We Think (Weidenfeld & Nicolson, London, 2000);
- Nexus: Small Worlds and the New Science of Networks (W.W. Norton & Co, New York, 2002)
- The Social Atom (Bloomsbury Press, New York, 2007).

## Knihy v češtině
- Všeobecný princip: věda o historii: proč je svět jednodušší, než si myslíme (Baronet, Praha, 2004; přeložil Ladislav Havela)